# Hôtel de La Trémoille
Ne doit pas être confondu avec La Trémoille Paris.
L'hôtel de La Trémoille est un hôtel particulier situé dans le 16e arrondissement de Paris, 1 boulevard Delessert, près des jardins du Trocadéro.

## Histoire du bâtiment
L'hôtel fut construit par l'architecte Paul-Ernest Sanson à partir de 1912 pour Louis-Charles-Marie de La Trémoille.
Le duc de la Trémoille (appartenant à une famille remontant au XIIIe siècle), député de la Gironde et propriétaire du château de Serrant en Anjou, commanda la construction d'un hôtel parisien qui devait allier confort et élégance.
Ernest Sanson (1836-1918) était un architecte réputé dans le domaine privé. La construction n'étant pas achevée en 1920, après la mort de l'architecte, elle mobilisa aussi le fils et le petit-fils de celui-ci.
De 1927 à 1932, le bâtiment accueillit une filiale clandestine de la Banque commerciale de Bâle, et fut perquisitionné dans le cadre de l'affaire éponyme.
Le bâtiment présente encore l'ordonnance qu'il avait lorsqu'il était habité par sa veuve (née Pillet-Will), avant d'être vendu en 1936 par la famille de la Trémoille, pour devenir la résidence de l'ambassadeur de Yougoslavie. Depuis l'éclatement de la Yougoslavie dans les années 1990, il s'agit de la résidence de l'ambassadeur de Serbie.
Le premier ambassadeur locataire des lieux entre 1936 et 1940 fut Bojidar Pouritch, artisan bien connu de la Petite Entente. Marko Ristic, premier ambassadeur de la République fédérative socialiste de Yougoslavie (1945-1951), convia régulièrement dans les salons de la résidence des représentants de l'intelligentsia française de l'après-guerre et ses anciens amis surréalistes : Louis Aragon (avec Elsa Triolet), et Paul Éluard.

## Description du bâtiment
Côté rue, trois grandes arcades en plein cintre de dimension imposante, décorées de mascarons nimbés de feuillage. Les piliers qui encadrent la baie centrale sont surmontés de socles sur lesquels reposent des sphinges hilares, chevauchées par de malicieux amours. Une longue terrasse couvre l'espace qui se développe derrière les grandes arcades.
L'hôtel à trois étages est tourné vers les jardins du Trocadéro. Les trophées de chasse qui ornent la salle à manger viennent de l'ancien hôtel de Pomponne (place des Victoires) et sont attribués à Gilles-Marie Oppenord,.
Située dans l'axe de la galerie, la salle à manger est l'un des éléments les plus réussis de la résidence, avec ses deux grands trophées de chasse attribués à G.-M. Oppenord, fin de règne louis-quatorzien, en bois sculpté et stuc doré, fameuses représentations cynégétiques avec chacune un arbre planté sur un tertre devant lequel l'artiste a figuré avec un saisissant réalisme chiens d'arrêt, perdrix, lièvres, carquois et flèches, cor et trompes, épées et carabines, boîtes à poudre et gibecières.
Ce site est desservi par la station de métro Passy.
Un accès secondaire existe aussi 2 rue Chardin.

## Galerie

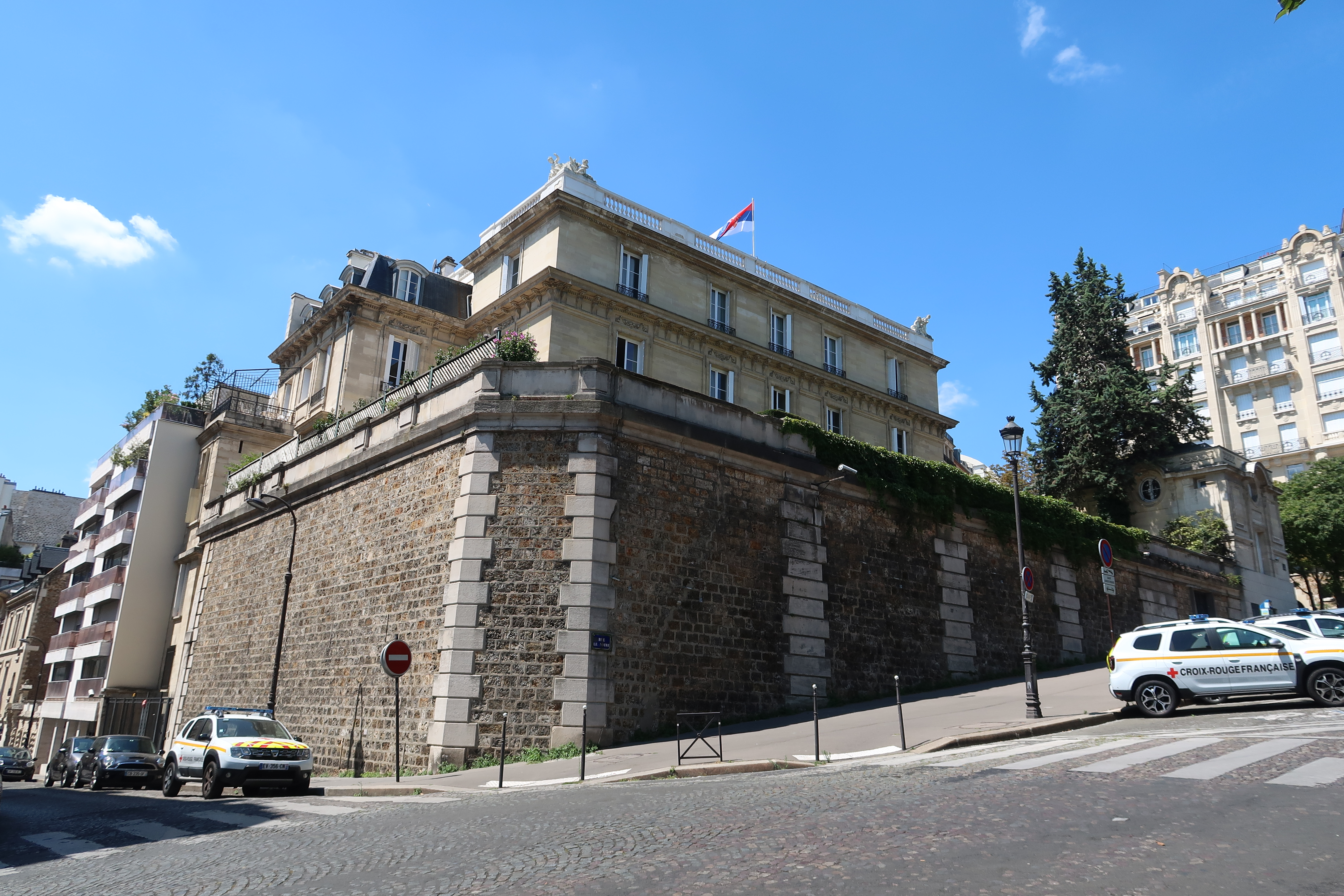
Vue de la rue Le Nôtre.
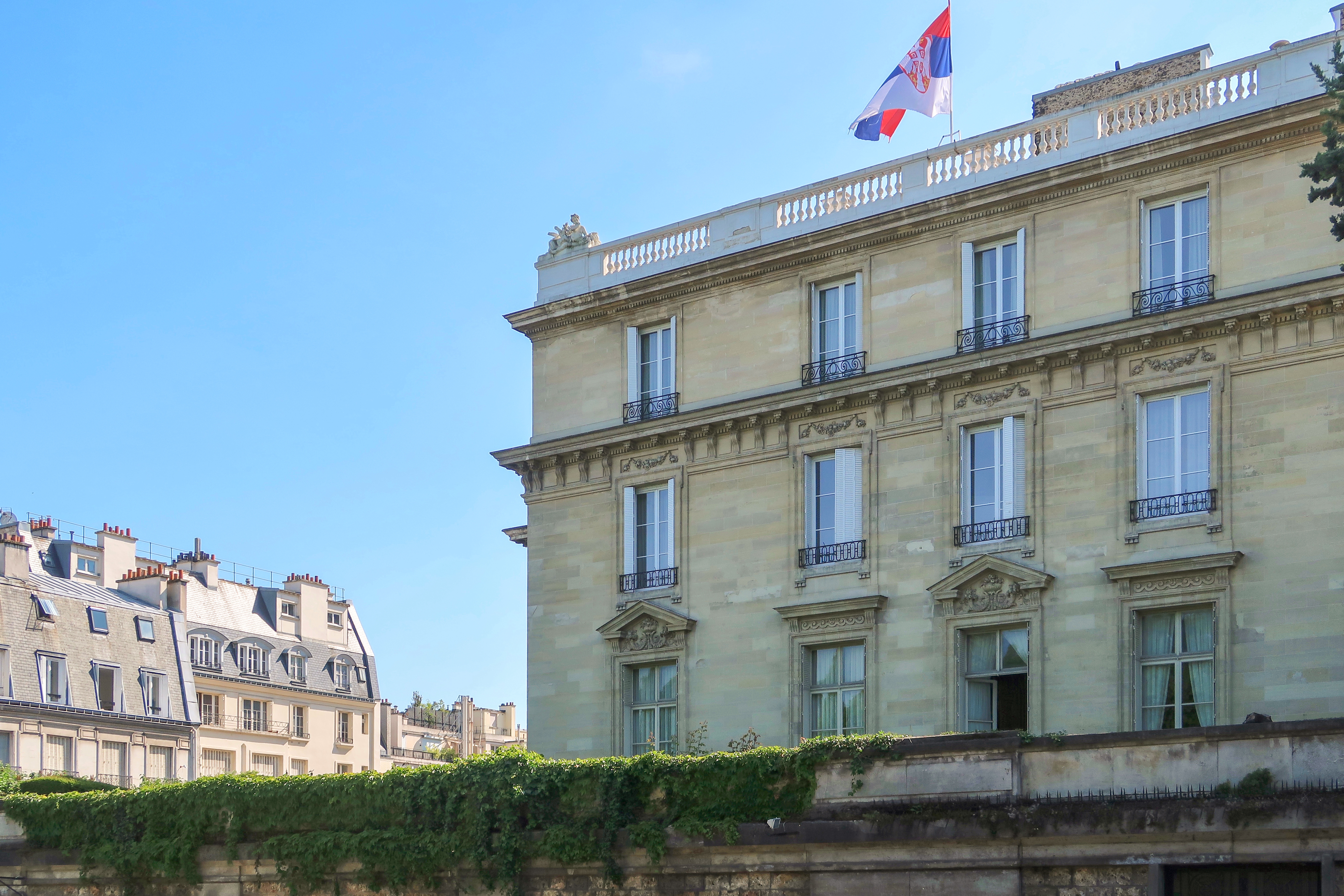
Idem.
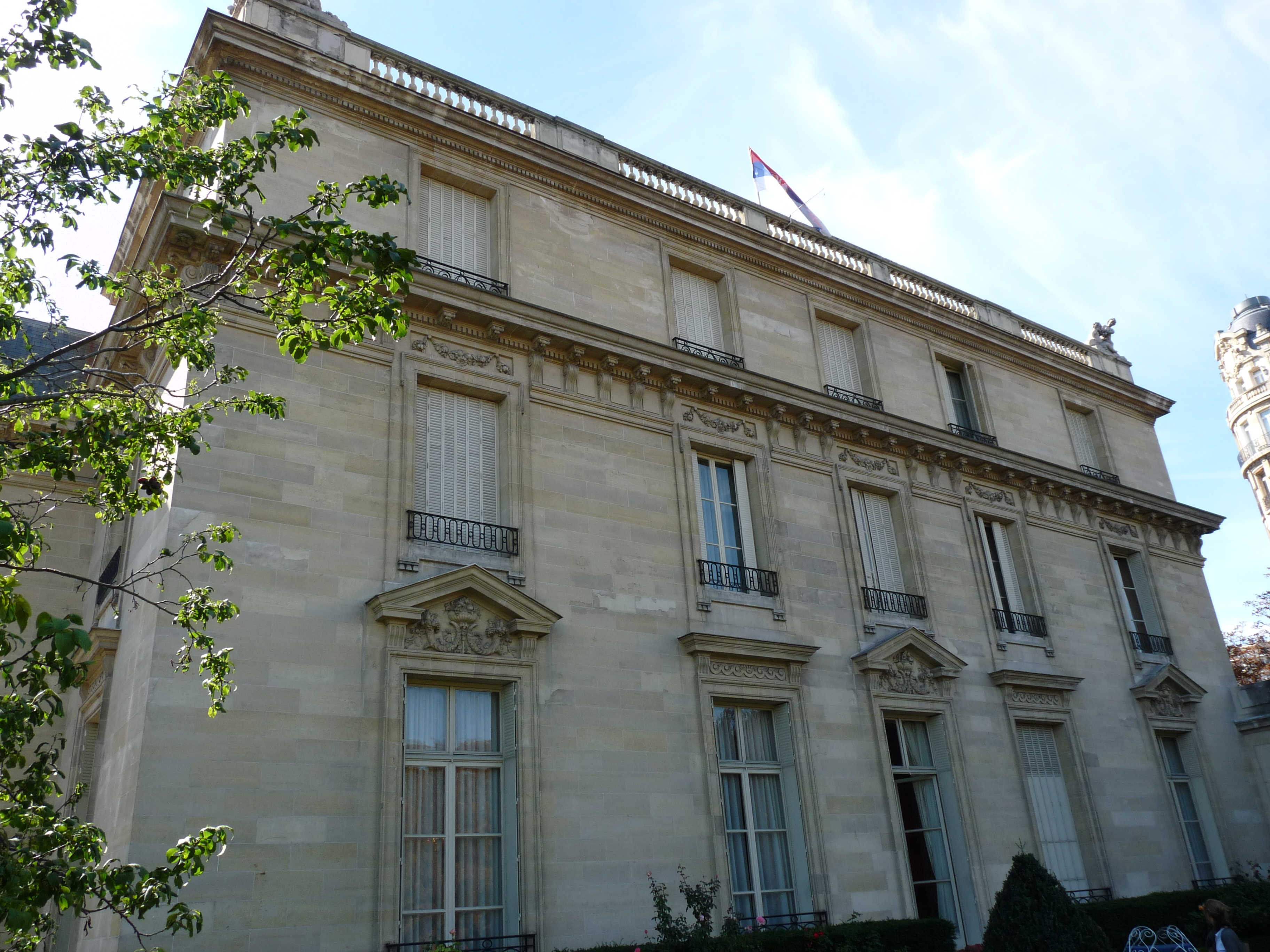
Côté jardin.
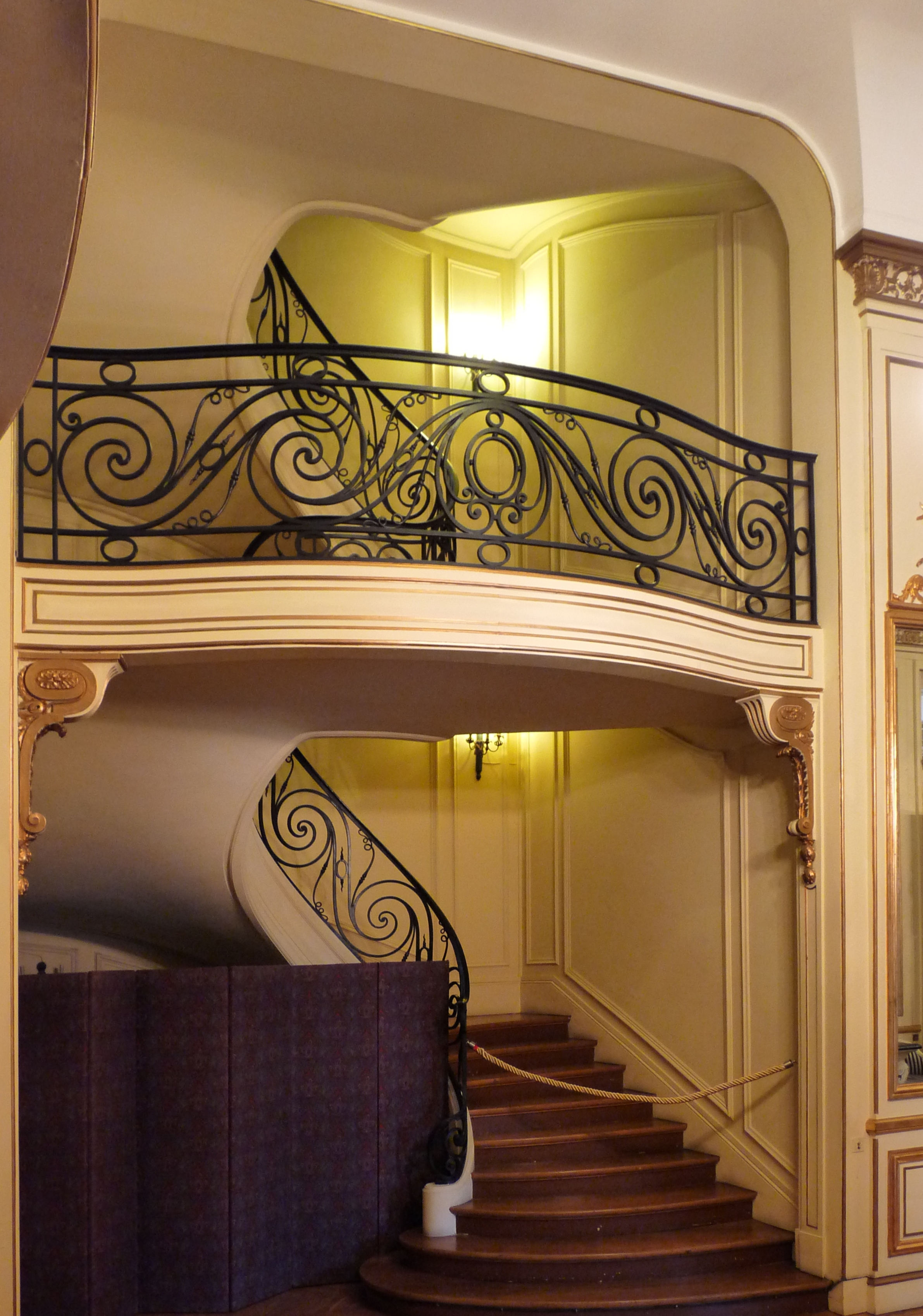
Escalier.
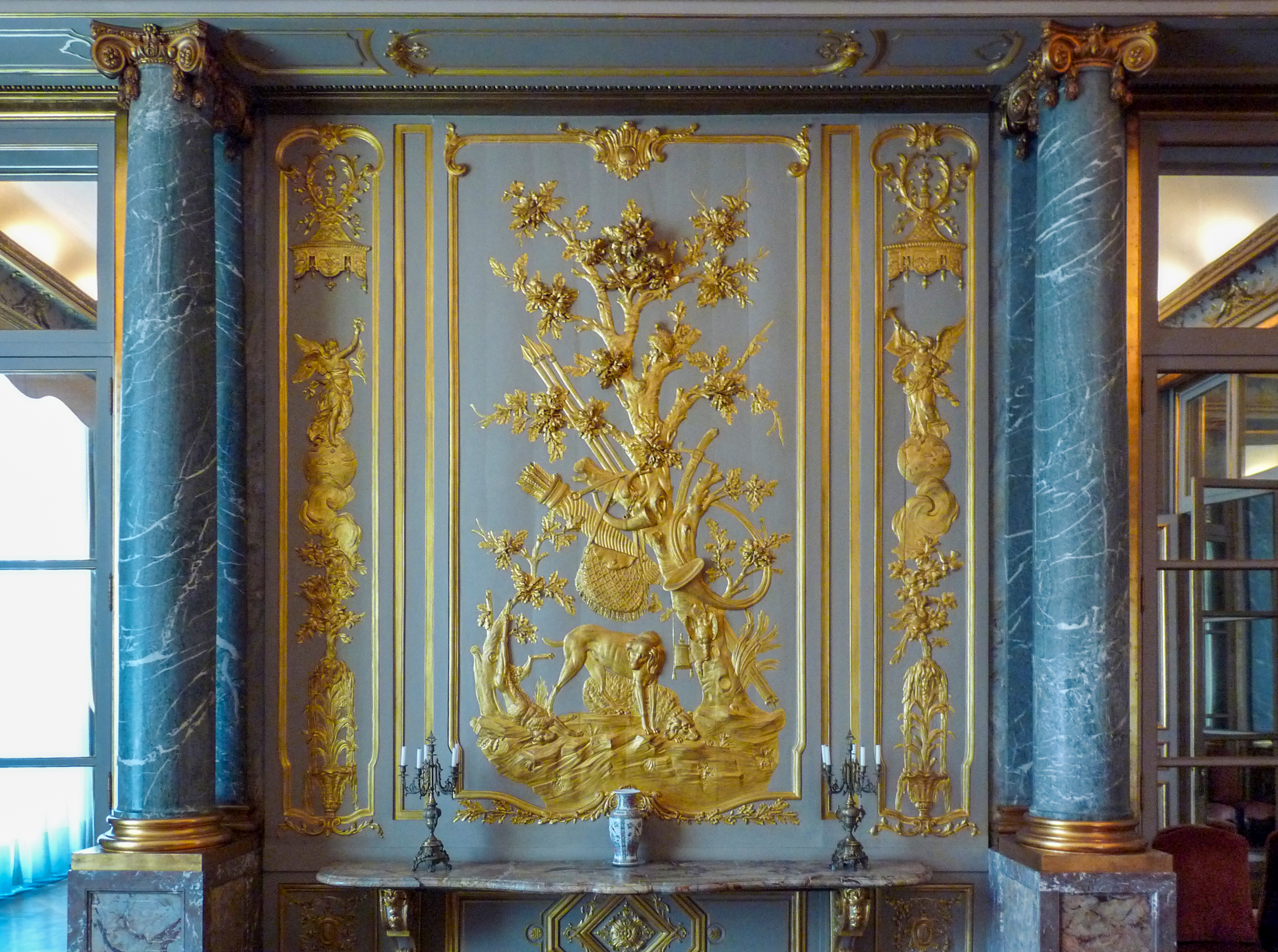
Boiserie.
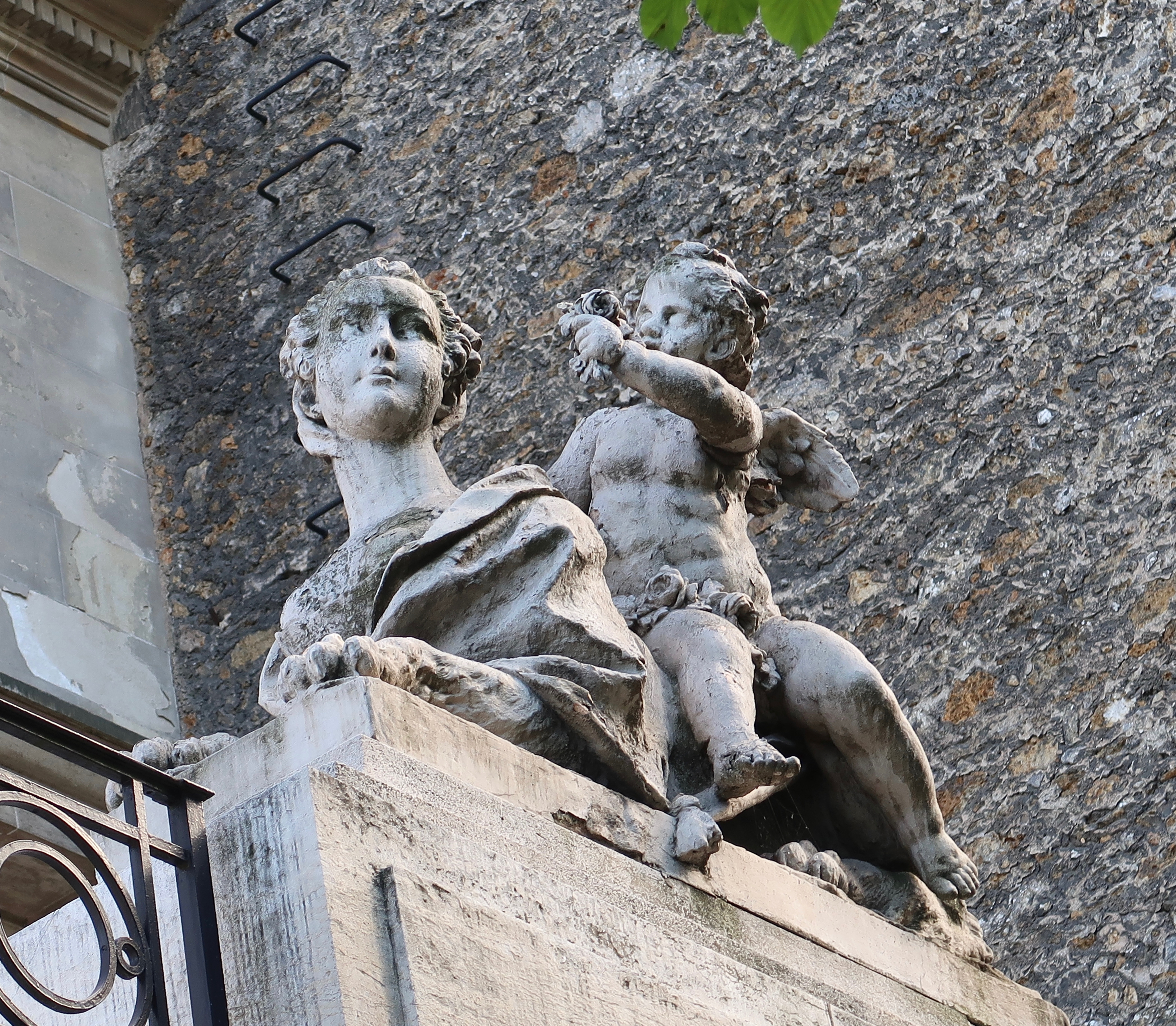
Sculpture au-dessus de l'entrée boulevard Delessert.
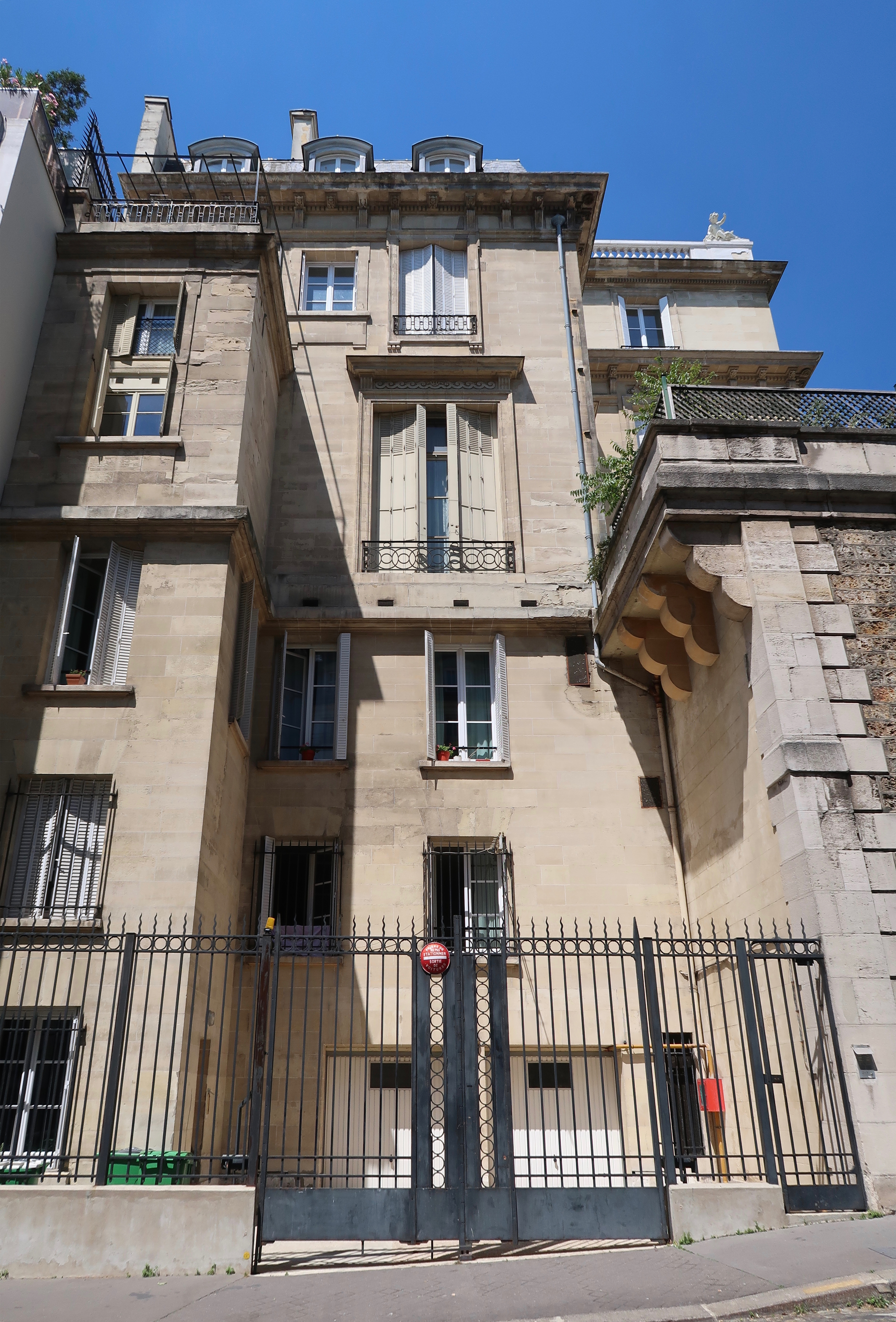
Entrée de service rue Chardin.